# NUbuntu
nUbuntu 또는 네트워크 우분투(Network Ubuntu)는 기존 우분투 운영 체제 라이브CD와 풀 인스톨러를 갖고 서버와 네트워크의 침투 테스트에 필요한 도구들을 포함시켜 새로 만든 프로젝트였다. 주 아이디어는 우분투의 쉬운 사용성과 대중적인 침투 테스트 도구들을 혼합하는 것이다.

## 내용
nUbuntu는 가벼운 창 관리자인 플럭스박스를 사용한다.
와이어샤크, nmap, 디스니프, Ettercap 등 자주 사용되는 리눅스용 보안 프로그램들 중 일부를 포함한다.

## 출시
| 버전     | 출시일     | 출시명                      |
| -------- | ---------- | --------------------------- |
| Stable 1 | 2006-01-16 | nUbuntu Live                |
| Stable   | 2006-06-26 | 6.06                        |
| Stable   | 2006-11-21 | 6.10                        |
| Alpha    | 2008-07-16 | 8.04                        |
| Alpha    | 2008-10-30 | 8.10                        |
| Beta     | 2008-12-17 | 8.12 Instigating Insecurity |

## 추가 자료
- Russ McRee (Nov 2007) Security testing with nUbuntu 보관됨 2009-12-21 - 웨이백 머신, Linux Magazine, issue 84